# ذوالفقار محمود مینتو
ذوالفقار محمود مینتو (بنگالی: জুলফিকার মাহমুদ মিন্টু؛ زادهٔ ۹ دسامبر ۱۹۷۷) بازیکن سابق و مربی فوتبال اهل بنگلادش است.
وی همچنین در تیم‌های ملی فوتبال زیر ۲۰ سال بنگلادش و بنگلادش بازی کرده است.
وی در مسابقات کشوری و بین‌المللی در مجموع برندهٔ ۱ مدال طلا شده است.